# The Du Droppers
The Du Droppers est un groupe vocal de rhythm and blues américain, fondé et actif à New York de 1952 à 1955.

## Carrière
The Du Droppers est fondé en 1952 à New York par quatre chanteurs issus du gospel et qui ont déjà participé à des groupes tels que the Dixieaires, the Jubalaires, the Southwest Jubilee Group.
Très vite, le groupe se réoriente vers le rhythm and blues. En décembre 1952, il enregistre pour le label indépendant Red Robin Records. Le titre Can't Do Sixty No More atteint les charts R & B.
Ces débuts prometteurs attirent RCA Victor qui, après deux nouveaux tubes, redirige en 1954 les Du Droppers vers sa filiale Groove Records. Mais le groupe peine à renouer avec le succès, malgré un titre « crossover » avec la chanteuse pop Sunny Gale. 
En 1955, Caleb Ginyard quitte le groupe pour retourner au Gospel et rejoint le Golden Gate Quartet, provocant ainsi la fin des Du Droppers. À l'image d'autres quartets vocaux tels que les Ray-O-Vacs, le groupe est représentatif des débuts du doo-wop avec un son encore marqué par l'utilisation des instruments de jazz.

## Discographie

### Singles
- Can't Do Sixty No More (Red Robin Records)
- I Wanna Know (RCA)